# Death Cult Armageddon
Death Cult Armageddon är ett musikalbum av det norska symfonisk black metal-bandet Dimmu Borgir inspelat i Studio Fredman, Göteborg under våren 2003. Albumet gavs ut av Nuclear Blast Records i september 2003. Musikvideo gjordes till de två låtarna "Progenies of the Great Apocalypse" och "Vredesbyrd".

## Låtlista
1. "Allegiance" – 5:50
2. "Progenies of the Great Apocalypse" – 5:17
3. "Lepers Among Us" – 4:43
4. "Vredesbyrd" – 4:44
5. "For the World to Dictate Our Death" – 4:46
6. "Blood Hunger Doctrine" – 4:39
7. "Allehelgens død i helveds rike" – 5:33
8. "Cataclysm Children" – 5:13
9. "Eradication Instincts Defined" – 7:13
10. "Unorthodox Manifesto" – 8:50
11. "Heavenly Perverse" – 6:33

- Text: Silenoz (spår 1 – 11), Shagrath (spår 6), Aldrahn (spår 10)
- Musik: Galder (spår 1, 3, 7, 8, 10, 11), Mustis (spår 1, 2, 4, 6, 7, 9, 10), Shagrath (spår 1, 3 – 6, 10, 11), Vortex (spår 7, 11)

Ozzfest-utgåva, bonus-CD
1. "Satan My Master" (Bathory-cover) (Quorthon) – 2:14
2. "Burn in Hell" (Twisted Sister-cover) (Dee Snider) – 5:05
3. "Devil's Path 2000" (nyinspelning) (Silenoz/Shagrath) – 6:06
4. "Progenies of the Great Apocalypse" (orkesterversion) (Mustis) – 5:15
5. "Eradication Instincts Defined" (orkesterversion) (Mustis/Silenoz) – 7:24
6. "Progenies of the Great Apocalypse" (video) (Mustis) – 3:38

## Medverkande
Musiker (Dimmu Borgir-medlemmar)
- Shagrath (Stian Tomt Thoresen) – sång
- Silenoz (Sven Atle Kopperud) – rytmgitarr
- Galder (Thomas Rune Andersen Orre) – sologitarr
- ICS Vortex (Simen Hestnæs) – basgitarr, sång
- Mustis (Øyvind Johan Mustaparta) – synthesizer, piano
- Nicholas Barker – trummor, percussion

Bidragande musiker
- Abbath Doom Occulta (Olve Eikemo) (från Immortal) – sång ("Progenies of the Great Apocalypse" och "Heavenly Perverse")
- Charlie Storm – sampling
- The City of Prague Philharmonic Orchestra – orkester
- Adam Klemens – dirigent
- Gaute Storås – musikarrangement (orkester)

Produktion
- Dimmu Borgir – producent
- Fredrik Nordström – producent, ljudtekniker, ljudmix
- Patrik Sten – ljudtekniker
- Arnold Lindberg – ljudtekniker
- Peter In de Betou – mastring
- Joachim Luetke – omslagsdesign, omslagskonst
- Alf Børjesson – foto